# Molde (Møre og Romsdal)
Molde ([ˈmɔ̂ɫdə]ⓘ) es un municipio costero del de la provincia de Møre og Romsdal, Noruega. Debido a la accidentada topografía de la zona, el acceso terrestre con el resto del país es complicado, dependiendo en buena medida del transporte marítimo. Cuenta con una población de 26 392 habitantes según el censo de 2015.
El municipio está situado en la península de Romsdal, rodeado por islas y por los fiordos Fannefjorden, Langfjorden y Moldefjord. La ciudad está situada en la orilla norte del Romsdalsfjord.

## Contexto geográfico
Centro de la Comuna de Molde (Molde kommune) y capital de la región de Møre og Romsdal, que forma parte de la zona Oeste, también conocida como región de los fiordos.

## Cultura de Molde
Molde es conocida como la Ciudad de las Rosas debido a la gran cantidad de jardines de rosales que posee. También es conocida por su festival anual de jazz de verano, llamado Moldejazz.

## Atractivos turísticos
El mirador de Varden (407 metros sobre el nivel del mar), situado en la cima Oeste de la montaña donde se sitúa la ciudad.
Trollstigen (La Escalera del Troll), situada en Åndalsnes, es una carretera, esculpida en la roca y reforzada con muros de piedra, con un total de once curvas que se dirige hasta la cima del Stigrøra (858 m).
La catarata de Mardalsfossen, con una altitud de 665 metros, es el cuarto salto más alto del mundo. Situada en el valle Eikesdalen.
Atlanterhavsvegen, carretera construida sobre los islotes del fiordo de Molde.

## Clima
Molde posee un clima marítimo templado con veranos ligeramente cálidos e inviernos relativamente suaves. Las precipitaciones anuales  son entre moderadas y altas, con una media de 1640 mm al año. La estación más calurosa y seca se da a finales de verano e inicios del otoño. Su temperatura máxima fue de 25.6 °C el 11 de octubre de 2005.
También se da un fenómeno meteorológico en Molde y sus distritos adyacentes, durante algunos días de invierno, con temperaturas superiores a los 15 °C. Esto se debe al föhn, un viento del sursudeste. Combinado con un flujo cálido fijo, humedece los vientos procedentes del sudoeste desde el Océano Atlántico. Este efecto aumenta la temperatura media de Molde por encima del resto debido a su latitud.

## Localidades de la Comuna de Molde
- Molde (ciudad)
- Eidsvåg
- Hjelset
- Hovdenakken
- Kleive
- Nesjestranda
- Midsund
- Røbekk
- Torhaug

Destacan por su atractivo turístico las aldeas pesqueras de Ona, Bjørnsund, Bud, Håholmen, Aukra, Midsund y Sandøy.

## Islas
- Sekken
- Veøya
- Bolsøya
- Otrøya
- Midøya
- Tautra
- Dryna

## Moldenses destacados
- Nini Roll Anker (1873-1942) escritora.
- Bjørnstjerne Bjørnson (1832-1910) escritor y Premio Nobel.
- Kjell Magne Bondevik, político y primer ministro.
- Ane Brun, cantante.
- Mali Furunes (1888-1968) actor, bailarín, folclorista.
- Bjørn Rune Gjelsten, empresario.
- Bjørn Trygve Grydeland, Presidente de la ESA, Embajador de la UE.
- Birger Hatlebakk, (1912-1997) industrial.
- Edvard Hoem, escritor.
- Ingeborg Hungnes, cantante.
- Ola Kvernberg, músico.
- Jonas Barroso López, guitarrista de EL molde del rock.
- Jo Nesbø, escritor.
- Ann-Helen Moen,[2] soprano.
- Arne Nøst, artista.
- Ole Anton Qvam (1834-1904), primer ministro.
- Terje Rypdal, compositor y músico.
- Kjell Inge Røkke, hombre de negocios.
- Arne Solli, comandante en jefe.
- Terje Venaas, músico.

### Futbolistas internacionales
- Jan Fuglset
- Daniel Berg Hestad
- Harry Hestad
- Petter Rudi
- Kjetil Rekdal
- Ole Gunnar Solskjær

### Atletas notables
- Andrine Flemmen, esquiador olímpico.
- Henriette Birkeland Kitel, Campeón europeo de boxeo.
- Arild Monsen, Campeón del mundo de esquí campo a través, 1985.
- Ingolf Mork, Ski jumping, ganador del Four Hills Tournament 1971/72.
- Kurt-Asle Arvesen, ex-ciclista profesional.

## Miscelánea
- El diario local es el Romsdals Budstikke.
- El consulado de Macedonia del Norte en Noruega está situado en Molde.

## Ciudades hermanadas
- Bardejov, Prešov, Eslovaquia.
- Borås, Gotia Occidental, Suecia.
- Česká Lípa, Liberec, República Checa.
- Mikkeli, Savonia del Sur, Finlandia Oriental, Finlandia.
- Vejle, Dinamarca Meridional, Dinamarca.